# Telpochcalli
Le telpochcalli (mot nahuatl signifiant « maison des jeunes », composé de « telpochtli », « jeune », et « calli », « maison ») était, dans la société aztèque, un établissement d'éducation géré par des vétérans de l'armée aztèque et destiné principalement aux enfants des « macehualtin » (« plébéiens »).

### Sources secondaires
- Jacques Soustelle, La vie quotidienne des Aztèques à la veille de la conquête espagnole, Paris, Hachette, 1955, 318 p. [détail de l’édition]
- (es) Frances Berdan, The essential Codex Mendoza, Berkeley, University of California Press, 1997, 415 p., poche (ISBN 978-0-520-20454-6, LCCN 96019507, lire en ligne).
- (en) Manuel Aguilar-Moreno, Handbook to Life in the Aztec World, Oxford, Oxford University Press US, 2007, 2e éd., 464 p., poche (ISBN 978-0-19-533083-0, LCCN 2007004316, lire en ligne).

### Sources primaires
- (es) Bernardino de Sahagún, Historia general de las cosas de la Nueva España.